# دافني روك
دافني روك (بالإنجليزية: Daphne Rooke)‏ هي كاتِبة وصحفية جنوب أفريقية، ولدت في 6 مارس 1914 في بوكسبورغ ‏ في جنوب أفريقيا، وتوفيت في 21 يناير 2009 في كامبريدج في المملكة المتحدة.